# Nippon Sheet Glass
Nippon Sheet Glass est une entreprise japonaise spécialisée dans la fabrication du verre.
Elle fait partie du groupe Sumitomo.

## Histoire
En 2006, Nippon Sheet Glass acquiert pour 1,8 milliard de livres, soit à l'époque 3,14 milliards de dollars, 80 % de Pilkington qu'il ne détenait pas. Nippon Sheet Glass avait acquis 20 % de Pilkington en 2000 et 2001. Pilkington est une entreprise britannique spécialisée dans le verre ayant 24 000 employés. Cette acquisition induit une forte internationalisation de l'entreprise japonaise, entreprise bien plus petite que Pilkington et qui avait jusque-là une grande partie de sa production centrée sur son pays d'origine,,.